# Prêmio Washington D.C. Area Film Critics Association de Melhor Filme
O Prêmio Washington D.C. Area Film Critics Association de Melhor Filme é um prêmio de cinema anual oferecido pela Washington D.C. Area Film Critics Association.

## Vencedores e indicados

### Década de 2000
| Ano  | Filme                                           | Diretor                         | Ref.        |
| ---- | ----------------------------------------------- | ------------------------------- | ----------- |
| 2002 | Road to Perdition                               | Sam Mendes                      | [ 1 ]       |
| 2002 | Adaptation.                                     | Spike Jonze                     | [ 1 ]       |
| 2002 | About Schmidt                                   | Alexander Payne                 | [ 1 ]       |
| 2002 | Antwone Fisher                                  | Denzel Washington               | [ 1 ]       |
| 2002 | The Lord of the Rings: The Two Towers           | Peter Jackson                   | [ 1 ]       |
| 2003 | The Lord of the Rings: The Return of the King   | Peter Jackson                   | [ 2 ] [ 3 ] |
| 2003 | Cidade de Deus                                  | Fernando Meirelles e Kátia Lund | [ 2 ] [ 3 ] |
| 2003 | Lost in Translation                             | Sofia Coppola                   | [ 2 ] [ 3 ] |
| 2003 | Master and Commander: The Far Side of the World | Peter Weir                      | [ 2 ] [ 3 ] |
| 2003 | Mystic River                                    | Clint Eastwood                  | [ 2 ] [ 3 ] |
| 2004 | Eternal Sunshine of the Spotless Mind           | Michel Gondry                   | [ 4 ]       |
| 2005 | Munich                                          | Steven Spielberg                | [ 5 ] [ 6 ] |
| 2005 | Brokeback Mountain                              | Ang Lee                         | [ 5 ] [ 6 ] |
| 2005 | Capote                                          | Bennett Miller                  | [ 5 ] [ 6 ] |
| 2005 | Crash                                           | Paul Haggis                     | [ 5 ] [ 6 ] |
| 2005 | Good Night, and Good Luck                       | George Clooney                  | [ 5 ] [ 6 ] |
| 2006 | United 93                                       | Paul Greengrass                 | [ 7 ]       |
| 2007 | No Country for Old Men                          | Joel e Ethan Coen               | [ 8 ]       |
| 2008 | Slumdog Millionaire                             | Danny Boyle                     | [ 9 ]       |
| 2009 | Up in the Air                                   | Jason Reitman                   | [ 10 ]      |
| 2009 | The Hurt Locker                                 | Kathryn Bigelow                 | [ 10 ]      |
| 2009 | Inglourious Basterds                            | Quentin Tarantino               | [ 10 ]      |
| 2009 | Precious                                        | Lee Daniels                     | [ 10 ]      |
| 2009 | Up                                              | Pete Docter                     | [ 10 ]      |

### Década de 2010
| Ano  | Filme                                     | Diretor                     | Ref.   |
| ---- | ----------------------------------------- | --------------------------- | ------ |
| 2010 | The Social Network                        | David Fincher               | [ 11 ] |
| 2010 | 127 Hours                                 | Danny Boyle                 | [ 11 ] |
| 2010 | Black Swan                                | Darren Aronofsky            | [ 11 ] |
| 2010 | Inception                                 | Christopher Nolan           | [ 11 ] |
| 2010 | Toy Story 3                               | Lee Unkrich                 | [ 11 ] |
| 2011 | The Artist                                | Michel Hazanavicius         | [ 12 ] |
| 2011 | The Descendants                           | Alexander Payne             | [ 12 ] |
| 2011 | Drive                                     | Nicolas Winding Refn        | [ 12 ] |
| 2011 | Hugo                                      | Martin Scorsese             | [ 12 ] |
| 2011 | Win Win                                   | Thomas McCarthy             | [ 12 ] |
| 2012 | Zero Dark Thirty                          | Kathryn Bigelow             | [ 13 ] |
| 2012 | Argo                                      | Ben Affleck                 | [ 13 ] |
| 2012 | Les Misérables                            | Tom Hooper                  | [ 13 ] |
| 2012 | Lincoln                                   | Steven Spielberg            | [ 13 ] |
| 2012 | Silver Linings Playbook                   | David O. Russell            | [ 13 ] |
| 2013 | 12 Years a Slave                          | Steve McQueen               | [ 14 ] |
| 2013 | American Hustle                           | David O. Russell            | [ 14 ] |
| 2013 | Gravity                                   | Alfonso Cuarón              | [ 14 ] |
| 2013 | Her                                       | Spike Jonze                 | [ 14 ] |
| 2013 | Inside Llewyn Davis                       | Joel e Ethan Coen           | [ 14 ] |
| 2014 | Boyhood                                   | Richard Linklater           | [ 15 ] |
| 2014 | Birdman                                   | Alejandro González Iñárritu | [ 15 ] |
| 2014 | Gone Girl                                 | David Fincher               | [ 15 ] |
| 2014 | Selma                                     | Ava DuVernay                | [ 15 ] |
| 2014 | Whiplash                                  | Damien Chazelle             | [ 15 ] |
| 2015 | Spotlight                                 | Tom McCarthy                | [ 16 ] |
| 2015 | Brooklyn                                  | John Crowley                | [ 16 ] |
| 2015 | Mad Max: Fury Road                        | George Miller               | [ 16 ] |
| 2015 | The Revenant                              | Alejandro G. Iñárritu       | [ 16 ] |
| 2015 | Sicario                                   | Denis Villeneuve            | [ 16 ] |
| 2016 | La La Land                                | Damien Chazelle             | [ 17 ] |
| 2016 | Arrival                                   | Denis Villeneuve            | [ 17 ] |
| 2016 | Hell or High Water                        | David Mackenzie             | [ 17 ] |
| 2016 | Manchester by the Sea                     | Kenneth Lonergan            | [ 17 ] |
| 2016 | Moonlight                                 | Barry Jenkins               | [ 17 ] |
| 2017 | Get Out                                   | Jordan Peele                | [ 18 ] |
| 2017 | Call Me by Your Name                      | Luca Guadagnino             | [ 18 ] |
| 2017 | Dunkirk                                   | Christopher Nolan           | [ 18 ] |
| 2017 | Lady Bird                                 | Greta Gerwig                | [ 18 ] |
| 2017 | Three Billboards Outside Ebbing, Missouri | Martin McDonagh             | [ 18 ] |
| 2018 | Roma                                      | Alfonso Cuarón              | [ 19 ] |
| 2018 | A Star Is Born                            | Bradley Cooper              | [ 19 ] |
| 2018 | The Favourite                             | Yorgos Lanthimos            | [ 19 ] |
| 2018 | Green Book                                | Peter Farrelly              | [ 19 ] |
| 2018 | If Beale Street Could Talk                | Barry Jenkins               | [ 19 ] |
| 2019 | Gisaengchung                              | Bong Joon-ho                | [ 20 ] |
| 2019 | 1917                                      | Sam Mendes                  | [ 20 ] |
| 2019 | The Irishman                              | Martin Scorsese             | [ 20 ] |
| 2019 | Marriage Story                            | Noah Baumbach               | [ 20 ] |
| 2019 | Once Upon a Time in Hollywood             | Quentin Tarantino           | [ 20 ] |

### Década de 2020
| Ano  | Filme                             | Diretor                        | Ref.   |
| ---- | --------------------------------- | ------------------------------ | ------ |
| 2020 | Nomadland                         | Chloé Zhao                     | [ 21 ] |
| 2020 | First Cow                         | Kelly Reichardt                | [ 21 ] |
| 2020 | Minari                            | Lee Isaac Chung                | [ 21 ] |
| 2020 | One Night in Miami...             | Regina King                    | [ 21 ] |
| 2020 | Promising Young Woman             | Emerald Fennell                | [ 21 ] |
| 2021 | Belfast                           | Kenneth Branagh                | [ 22 ] |
| 2021 | The Green Knight                  | David Lowery                   | [ 22 ] |
| 2021 | The Power of the Dog              | Jane Campion                   | [ 22 ] |
| 2021 | Tick, Tick... Boom!               | Lin-Manuel Miranda             | [ 22 ] |
| 2021 | West Side Story                   | Steven Spielberg               | [ 22 ] |
| 2022 | Everything Everywhere All at Once | Daniel Kwan e Daniel Scheinert | [ 23 ] |
| 2022 | The Banshees of Inisherin         | Martin McDonagh                | [ 23 ] |
| 2022 | The Fabelmans                     | Steven Spielberg               | [ 23 ] |
| 2022 | Tár                               | Todd Field                     | [ 23 ] |
| 2022 | Top Gun: Maverick                 | Joseph Kosinski                | [ 23 ] |
| 2023 | American Fiction                  | Cord Jefferson                 | [ 24 ] |
| 2023 | Barbie                            | Greta Gerwig                   | [ 24 ] |
| 2023 | The Holdovers                     | Alexander Payne                | [ 24 ] |
| 2023 | Oppenheimer                       | Christopher Nolan              | [ 24 ] |
| 2023 | Past Lives                        | Celine Song                    | [ 24 ] |
| 2023 | Killers of the Flower Moon        | Martin Scorsese                | [ 24 ] |
| 2024 | Wicked                            | Jon M. Chu                     | [ 25 ] |
| 2024 | Anora                             | Sean Baker                     | [ 25 ] |
| 2024 | Conclave                          | Edward Berger                  | [ 25 ] |
| 2024 | Sing Sing                         | Greg Kwedar                    | [ 25 ] |
| 2024 | The Brutalist                     | Brady Corbet                   | [ 25 ] |